# 日本文化私観
『日本文化私観』（にほんぶんかしかん）とは、堕落論と並び称される坂口安吾によるエッセイの代表作。
太平洋戦争下、超国家主義や伝統が盛んに叫ばれていた1942年（昭和17年）の2月28日、文芸同人雑誌『現代文学』3月号（第五巻第三号）の「評論」欄に掲載された。単行本は翌年1943年（昭和18年）12月5日に文体社より刊行された。

## 内容
「タウトによれば日本に於ける最も俗悪な都市だという新潟市に僕は生れ、彼の蔑げすみ嫌うところの上野から銀座への街、ネオン・サインを僕は愛す」という挑発的なセリフから始まる。
建築家のブルーノ・タウトはナチスの迫害を逃れてやってきた人物だが、桂離宮や伊勢神宮を礼賛（一方で日光東照宮を嫌った）、こうした姿勢が国粋主義や欧米人の評価をありがたがる習癖と重なって、権威と化していた。『日本文化私観』というタイトルももともとはタウトの著作のものである。
当時すでに和服も着なければ侍の仇討ち精神も失い、伝統文化を失いつつあった当時の日本社会の変化を肯定し、「タウトは日本を発見しなければならなかったが、我々は日本を発見するまでもなく、現に日本人なのだ。我々は古代文化を見失っているかも知れぬが、日本を見失う筈はない。日本精神とは何ぞや、そういうことを我々自身が論じる必要はないのである。」と説き、非伝統的な建築や技術を讃えている。
安吾は「俗悪」の例として、東西の本願寺、豊臣秀吉の駄々っ子精神と三十三間堂の太閤塀、車折神社の石、伏見稲荷の「俗悪極まる赤い鳥居」などを挙げ、「俗悪であるにしても、なければならぬ」として俗悪の美を見出した。また、「駄々っ子」秀吉に対して良寛や松尾芭蕉を「精神の貴族」と表現し、質素倹約を好んだのではなく自らの求める芸術が実現不可能であることから「無きに如かざる」を選んだ実は強欲な人物と考えた。
また、「美は、特に美を意識して成された所からは生れてこない」の例として、小菅刑務所、ドライアイスの工場、駆逐艦、I-16などを取り上げ、法隆寺や平等院と違い実質的な美しさがあると褒めている。
伝統や国民性という概念の形骸や欺瞞に対しては、「法隆寺も平等院も焼けてしまつて一向に困らぬ。必要ならば、法隆寺をとり壊して停車場をつくるがいい」、「必要ならば公園をひっくり返して菜園にせよ。それが真に必要ならば、必ずそこにも真の美が生れる。そこに真実の生活があるからだ。そうして、真に生活する限り、猿真似を羞ることはないのである。それが真実の生活であるかぎり、猿真似にも、独創と同一の優越があるのである」「やむべからざる実質がもとめた所の独自の形態が、美を生むのだ。」と言い切った(やみくもに法隆寺を壊せというわけではなく、必要ならば、という「演出的、作為的ではなく無意識の生活に根ざした実質性から生まれる文化的価値としての真の美」を強調した文である)。後の1950年に実際に金閣寺が焼失するが、この際にも『国宝焼亡結構論』を記して同じような態度をとっている 。
これらの随筆文は『枯淡の風格を排す』（1935）などから一貫して、淪落に貫かれた世界であり、著者自らを時代の寵児たらしめた、終戦直後に発表される『堕落論』や『白痴』への道程を予兆させるものであった。

## 批評
文芸批評家・哲学者の柄谷行人は、「いま読んでも新しい。なにが新しいのか考えてしまうような新しさがある」という旨のことを言っている。またその内容から、戦後に書かれたものだと思い込んでいた。